# Шестая Санкт-Петербургская гимназия
Шестая Санкт-Петербургская гимназия — среднее учебное заведение в Санкт-Петербурге. Была открыта в 1862 году.

## История
Шестая Петербургская мужская гимназия с филологическим уклоном была образована 20 января (1 февраля) 1862 года и открыта 17 апреля того же года, в день рождения Александра II. В её распоряжение вместе со всем имуществом передали здание Министерства народного просвещения (площадь Чернышева, 2).
Создавалась 6-я гимназия по образцу 3-й Санкт-Петербургской гимназии. Директором был назначен инспектор Ларинской гимназии, надворный советник Иван Фёдорович Кнорринг, а инспектором преподаватель истории Ларинской гимназии Иван Фёдорович Сидонский — оба выпускники 3-й гимназии. Законоучителем был назначен Леонид Петрович Петров, старшим преподавателем русской словесности — Алексей Михайлович Груздев, греческого языка — Михаил Васильевич Пустонский.
В 1-й класс было принято 69 человек, во 2-й — 43, в 3-й — 7 и 1-й класс был разделён на два; к концу 1862 года добавилось ещё 40 учеников и 2-й класс также был разделён на два отделения. Первоначально гимназия была рассчитана на 250 воспитанников, но к 1887 году их число выросло до 580 человек.
В августе 1864 года директором был назначен Леопольд Фёдорович Радлов, который 29 октября того же года умер и с 14 ноября директором стал тридцатичетырёхлетний И. Ф. Сидонский (а инспектором, до 2 февраля 1868 — К. А. Скворцов).
После смерти Сидонского работать директором гимназии, в новых условиях действия Устава о гимназиях и прогимназиях от 30 июня 1871 года (по которому всё было до мелочей регламентировано, что не оставляло места для индивидуальной деятельности педагогов), пришлось Егору Христиановичу Рихтеру. При нём были открыты приготовительный и VIII классы, усилено преподавание математики и древних языков. В июне 1873 года он перешёл на должность директора Второго реального училища и директором 6-й гимназии был назначен Лукиан Осипович Лавровский, занимавший эту должность до июня 1875 года. Затем, до июня 1878 года директором был Николай Яковлевич Максимов. После него гимназией руководили Михаил Васильевич Пустонский (до своей смерти 20 июня 1890) и Дмитрий Николаевич Соловьёв (с 19 июля 1890 до 1 января 1896). На рубеже веков, ровно 10 лет, до 1 января 1906 года, директором гимназии был Яков Григорьевич Мор, затем, с 5 января 1906 — Николай Михайлович Дюков, а с 1 августа 1906 года — Густав Густавович Зоргенфрей.
В 1907 году планировалось перевести гимназию в новое здание на окраине города, за Александро-Невской лаврой; однако родители учащихся обратились к министру народного просвещения с просьбой «об отведении гимназии всего помещения, занимаемого Императорским Русским Географическим обществом» и в 1908 году Географическое общество переехало в специально выстроенный для него дом в Демидовом переулке (д. 10).
В 1912 году, в связи с пятидесятилетием, гимназии было присвоено наименование «наследника цесаревича и великого князя Алексея Николаевича». По случаю юбилея был выпущен сборник «Шестой гимназии — её ученики» (СПб.: тип. Ю. Мансфельд, 1912. — 39 с.), куда вошли стихи гимназического кружка молодых поэтов: Вл. Бестужева, Василия Гиппиуса, Сергея Городецкого и др.
В 1913 году было принято решение о строительстве для гимназии отдельного здания на соседнем участке, принадлежавшем Министерству народного просвещения (Торговый переулок, д. 2а). Проект был выполнен архитектором Департамента народного просвещения А. А. Бернардацци; 25 июня 1914 года состоялась торжественная церемония закладки фундамента; к февралю 1916 года здание было выстроено и после завершения внутренней отделки помещений осенью 1916 года в новом здании начались занятия. Поскольку здание строилось в непосредственной близости от творения зодчего Росси, стилистическое решение фасадов выполнено в духе архитектуры неоклассицизма. Северный корпус, примыкающий к Министерству народного просвещения, был одинаковой высоты с ним; а в композиции лицевого (восточного) фасада здания гимназии Бернардацци использовал приёмы, характерные для другого соседнего здания; обращённые к рынку, восточные фасады южного корпуса были лишены декора.
После Октябрьской революции гимназия была преобразована в «единую трудовую совшколу № 40». После Великой Отечественной войны здесь последовательно располагались: средняя школа № 314, средняя школа № 25 Фрунзенского района, спортивная школа Олимпийского резерва. В 1993 году в здании была открыта Международная школа общего образования «Шорашим». В 1999 году школа получила статус специализированной и официальное название «Государственное общеобразовательное учреждение средняя общеобразовательная школа № 550 с углубленным изучением иностранных языков и информационных технологий Центрального района г. Санкт-Петербурга».

## Известные выпускники
См. также: Выпускники Санкт-Петербургской 6-й гимназии
Немалое число выпускников гимназии, начиная с первого выпуска, стали известными государственными, военными и научными деятелями.
1867 (1-й выпуск)
- В. Болдырев (золотая медаль)
- Леонид Барсов (серебряная медаль)

1869
- Александр Куршаков

1871
- Борис Озеров

1873
- Григорий Лисенков
- Эрнест Радлов

1875
- Евгений Ферсман

1876
- Иван Бычков (золотая медаль)
- Алексей Павловский
- Алексей Петров (золотая медаль)
- Франц(?) Рицца (золотая медаль)
- Павел Розенбах (золотая медаль)
- Гавриил Суслов (золотая медаль)
- Михаил Уваров

1877
- Георгий Форстен

1878
- Геннадий Хотунцов

1879
- Сергей Иловайский (серебряная медаль)
- Сергей Середонин (золотая медаль)

1881
- Василий Берман (серебряная медаль)
- Фёдор Оом (серебряная медаль)

1882
- Александр Крылов

1883
- Евгений Новаков

1885
- Борис Коялович (золотая медаль)
- Дмитрий Кудрявский (серебряная медаль)

1886
- Владислав Борткевич (золотая медаль)
- Павел Александров

1887
- Александр Лозинский (золотая медаль)
- Борис Новаков
- Михаил Таубе (золотая медаль)

1888
- Григорий Константинов (серебряная медаль)
- Михаил Рейснер
- Пётр Рождественский

1890
- Пётр Балашёв
- Николай Елачич
- Дмитрий Петров (серебряная медаль)

1891
- Евгений Каратыгин (золотая медаль)
- Николай Черепнин (серебряная медаль)

1892
- Александр Митинский (золотая медаль)
- Николай Митинский (золотая медаль)

1893
- Фёдор Гусаров (золотая медаль)
- Вячеслав Менжинский (золотая медаль)

1894
- Павел Велихов (золотая медаль)
- Владимир Воячек (золотая медаль)
- Вячеслав Иванов
- Григорий Ильинский
- Сергей Толкачёв (золотая медаль)
- Дмитрий Рождественский (серебряная медаль)

1895
- Александр Брилевич (золотая медаль)
- Антон Оссендовский

1896
- Иван Глинка
- Арт Закс

1897
- Николай Максимов (золотая медаль)
- Илья Шапшал

1899
- Александр Тюменев (золотая медаль)

1900
- Сергей Каблуков (золотая медаль)
- Пётр Латышев (золотая медаль)
- Август Пергамент (золотая медаль)
- Яков Шапшал

1901
- Пётр Фрикен (золотая медаль)
- Евгений Крживинский (серебряная медаль)

1902
- Сергей Городецкий (золотая медаль)
- Иван Мещанинов (золотая медаль)
- Николай Оттокар (золотая медаль)
- Лев Серк (золотая медаль)

1904
- Вадим Ватин (золотая медаль)

1906
- Георгий Блок (золотая медаль)
- Владимир Бессер (серебряная медаль)
- Михаил Григорашвили
- Николай Иванов (золотая медаль)

1907
- Мстислав Шахматов (серебряная медаль)

1908
- Василий Гиппиус (золотая медаль)
- Всеволод Ваншейдт (серебряная медаль)

1909
- Михаил Струве (серебряная медаль)

1911
- Александр Петров)
- Павел Стрелков
- Дмитрий Щербаков (золотая медаль)

1917
- Борис Саитов (золотая медаль)

В гимназии учились Н. А. Крюков (в 1862—1866), Л. Бакст и А. Колчак (в 1885—1888)

## Знаменитые преподаватели
- Георгиевский, Лев Александрович
- Коссович, Игнатий Андреевич